# 1900년
1900년은 월요일로 시작하는 평년이며, 이 해는 19세기의 마지막 해이다. 또한 이 해는 그레고리력의 윤년 규정에 따라 100으로 나뉘지만 400으로 나뉘지 않으므로 윤년이 아니다.

## 연호
- 대한제국(大韓帝國) 광무(光武) 4년
- 청(淸) 광서(光緖) 26년
- 일본(日本) 메이지(明治) 33년
- 응우옌 왕조(阮朝) 타인타이(成泰) 12년

## 기년
- 대한제국(大韓帝國) 고종(高宗) 37년
- 청(淸) 덕종 광서제(德宗 光緖帝) 26년
- 응우옌 왕조(阮朝) 성태제(成泰帝) 12년

## 사건
- 1월 1일 - 나이지리아가 영국의 보호령이 되었다.
- 1월 2일 - 존 헤이 미국 국무장관이 청나라에 대한 문호 개방 정책을 발표했다.
- 1월 2일 - 첫 번째 전기 버스가 뉴욕에서 운행되었다.
- 1월 5일 - 아일랜드의 지도자 존 에드워드 레드먼드가 영국 통치에 저항하는 봉기를 촉구했다.
- 1월 6일 - 보어인들이 레이디스미스를 기습하여 천 명 이상을 학살했다.
- 1월 8일 - 미국 대통령 윌리엄 매킨리가 알래스카주에 군정을 실시했다.
- 6월 10일
  - 의화단 운동을 진압하기 위해 영국의 해군 제독 에드워드 시모어(영어판)가 지휘하는 2,064명(영국 915명, 미국 112명, 러시아 제국 315명, 일본 52명, 프랑스 150명, 이탈리아 40명, 오스트리아 25명)의 8개국 연합군이 베이징으로 진격 도중 격퇴당했다.
  - 이탈리아 왕국에서 총선이 실시되어 역사적 좌파 진영이 최다의석수를 차지하였다.
- 6월 21일 - 청나라 서태후, 의화단 운동에 고무되어 열강에 선전포고했다.
- 7월 29일 - 이탈리아 왕국의 왕세자(사보이아 공자) 비토리오 에마누엘레 3세가 국왕으로 즉위했다.
- 8월 4일 - 의화단 운동을 진압할 목적으로 영국의 육군 장군 앨프레드 게이슬리(영어판)가 지휘하는 8개국 연합군 약 2만여명이 베이징을 점령했다.
- 10월 9일 - 알래스카주에서 규모 8.2의 지진이 발생했다.

## 문화
- 1월 1일 - 대한제국이 만국 우편 연합에 가입했다.
- 1월 9일 - 이탈리아 축구 클럽 SS 라치오가 창단했다.
- 2월 27일 - 독일 축구 클럽 FC 바이에른 뮌헨 창단.
- 3월 18일 - 네덜란드 축구 클럽 AFC 아약스 창단.
- 4월 10일 - 한성전기주식회사, 서울특별시 종로에 처음으로 민간인 사용 전등 3개를 설치. (최초의 민간 가로등)
- 5월 14일 - 2회 파리 올림픽이 개막하다. (~ 10월 28일)
- 6월 - 광성고등학교 설립자 윌리엄 제임스 홀의 아내 로제타 셔우드 홀이 대한민국 최초의 맹학교 에디스 마그리트 어린이병동을 개원하다.
- 7월 15일 - 서울과 인천간에 시외 전화 개통.
- 7월 20일 - 대한제국 고종이 원수부의 명령으로 진위대와 지방대를 통합하게 하였다.
- 10월 3일 - 관립 화동중학교(현 경기고등학교) 개교.
- 11월 1일 - 이탈리아 축구 클럽 US 팔레르모 창단.

## 인구
- 세계: 1,640,000,000명
- 아프리카: 133,000,000명
- 아시아: 947,000,000명
  - 일본: 45,000,000명
- 유럽: 408,000,000명
- 북아메리카: 74,000,000명
- 라틴아메리카: 82,000,000명
- 오세아니아: 6,000,000명

## 탄생

### 1월
- 1월 1일
  - 일본의 군인, 외교관 스기하라 지우네. (~1986년)
  - 스페인계 미국인 싱어송라이터, 배우 사비에르 쿠가트. (~1990년)
  - 대한민국의 시인 이장희. (~1929년)
- 1월 13일 - 미국의 통계학자 거트루드 메리 콕스. (~1978년)
- 1월 16일 - 대한민국의 정치인, 화가, 의원 서동진. (~1969년)
- 1월 21일 - 대한민국의 종교인 김진수. (~1950년)
- 1월 31일 - 미국의 미술가 베티 파슨스. (~1982년)

### 2월
- 2월 5일 - 대한민국의 독립운동가 박시창. (~1986년)
- 2월 11일 - 일본의 종교학자 도다 조세이. (~1958년)
- 2월 12일 - 소련의 군인 바실리 추이코프. (~1982년)
- 2월 14일 - 일본의 철학가 나카이 마사카즈 (~1952년)
- 2월 21일 - 프랑스의 배우 마들레인 르노. (~1994년)
- 2월 22일 - 에스파냐의 영화감독 루이스 부뉴엘. (~1983년)
- 2월 29일 - 대한제국 고종의 황제 비공식 천출 서녀이자 덕혜옹주의 이복 언니 이문용 궁주.

### 3월
- 3월 2일 - 독일의 작곡가 커트 웨일. (~1950년)
- 3월 8일 - 미국의 컴퓨터 공학가 하워드 에이컨. (~1973년)
- 3월 13일 - 튀르키예의 시인 요르고스 세페리스. (~1971년)
- 3월 23일 - 독일의 철학자 에리히 프롬. (~1980년)
- 3월 28일 - 대한민국의 법학자 최태영. (~2005년)

### 4월
- 4월 5일 - 미국의 영화 배우 스펜서 트레이시. (~1967년)
- 4월 15일 - 대한민국의 정치인 김용환. (~1969년)
- 4월 25일 - 오스트리아의 이론물리학자 볼프강 파울리. (~1958년)
- 4월 26일 - 미국의 지진학자 찰스 릭터. (~1985년)

### 5월
- 5월 5일 - 미국의 스피드 스케이트 선수 찰스 주트로. (~1996년)
- 5월 7일 - 영국의 배우 랄프 투르먼. (~1977년)
- 5월 14일 - 대한민국의 독립운동가, 정치인 유석현. (~1987년)
- 5월 28일 - 일제강점기의 공산주의자, 독립운동가 박헌영. (~1955년)

### 6월
- 6월 4일 - 대한민국의 정치인 김동명. (~1968년)
- 6월 5일 - 헝가리의 물리학자 데니스 가보르. (~1949년)
- 6월 7일 - 미국의 교육인 프레더릭 터먼. (~1982년)
- 6월 15일 - 대한민국의 첫 번째 영부인 프란체스카 도너. (~1992년)
- 6월 17일 - 나치 독일의 정치가 마르틴 보어만. (~1945년)
- 6월 21일 - 조선민주주의인민공화국의 군인, 정치인 최용건. (~1976년)
- 6월 24일 - 대한민국의 독립운동가 윤세주. (~1942년)
- 6월 29일 - 프랑스의 소설가 앙투안 드 생텍쥐페리. (~1944년)

### 7월
- 7월 13일 - 조선민주주의인민공화국의 배우 배운성. (~1978년)

### 8월
- 8월 3일
  - 대한민국의 독립운동가 정정화. (~1991년)
  - 대한민국의 소설가 한설야. (~1976년)
- 8월 4일
  - 영국의 왕족 엘리자베스 보우스라이언. (~2002년)
  - 일본의 최장수인, 슈퍼센티네리언 다지마 나비. (~2018년)
- 8월 8일 - 미국의 작곡가 아론 코플랜드. (~1990년)
- 8월 9일 - 영국의 왕족 엘리자베스 보우스라이언. (~2002년)
- 8월 10일 - 대한민국의 독립운동가 이봉창. (~1932년)
- 8월 25일 - 독일의 대학교수 한스 크렙스. (~1981년)

### 9월
- 9월 2일 - 대한민국의 소설가 현진건. (~1943년)
- 9월 9일 - 영국의 소설가 제임스 힐튼. (~1954년)
- 9월 14일 - 소련의 군인 안드레이 블라소프. (~1946년)
- 9월 21일 - 미국의 배우 로저 무어. (~1999년)
- 9월 29일 - 멕시코의 대통령 미겔 알레만 발데스. (~1983년)

### 10월
- 10월 1일 - 대한민국의 향일운동가, 정치인 육홍균. (~1983년)
- 10월 2일 - 대한민국의 소설가 김동인. (~1951년)
- 10월 3일 - 미국의 소설가 토머스 울프. (~1938년)
- 10월 7일 - 나치 독일의 정치인 하인리히 힘러. (~1945년)
- 10월 9일
  - 영국의 배우 알라스테어 심. (~1976년)
  - 아이티 공화국의 멀리뛰기 육상 선수 실비오 카토르. (~1952년)
- 10월 10일 - 미국의 배우 헬렌 헤이스. (~1993년)
- 10월 14일 - 대한민국의 시인 주요한. (~1979년)
- 10월 15일 - 미국의 영화감독 머빈 르로이. (~1987년)
- 10월 17일 - 미국의 배우 진 아서. (~1991년)
- 10월 20일 - 대한민국의 독립운동가 겸 정치가 이범석. (~1972년)
- 10월 28일 - 러시아의 시인 알리 쇼겐추코프. (~1941년)

### 11월
- 11월 8일 - 미국의 작가 마거릿 미첼. (~1949년)
- 11월 19일 - 러시아의 과학자 미하일 라프렌티예프. (~1980년)
- 11월 24일 - 대한민국의 독립운동가 김학규. (~1967년)

### 12월
- 12월 3일 - 오스트리아의 생화학자 리하르트 쿤. (~1967년)
- 12월 4일 - 대한민국의 기업가 공진항. (~1972년)

### 미상
- 대한민국의 채광공학자 김종석. (~1997년)
- 영국의 철학자 길버트 라일. (~1976년)
- 조선총독부의 경찰 정희영. (~?)

## 사망

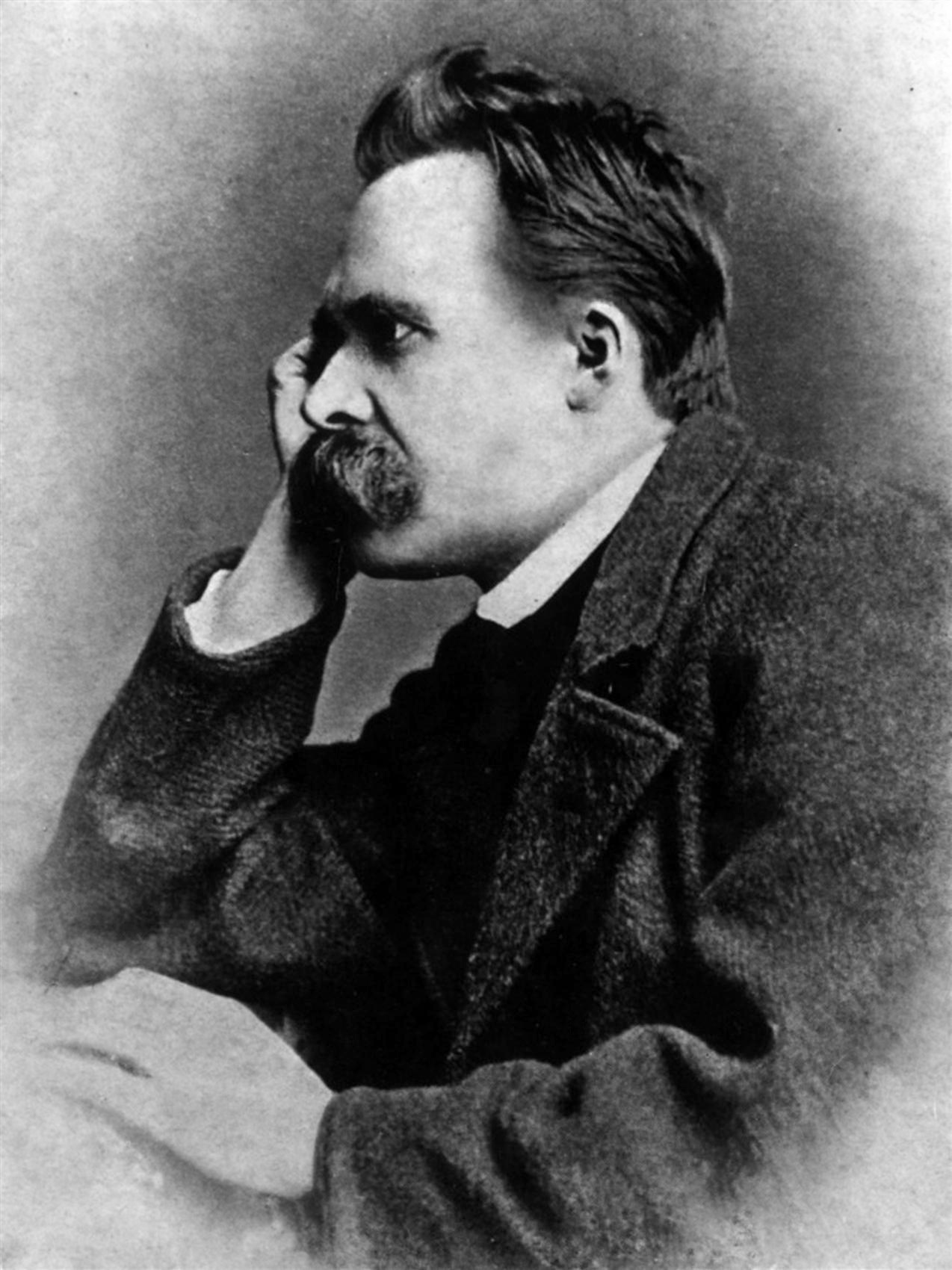
프리드리히 니체

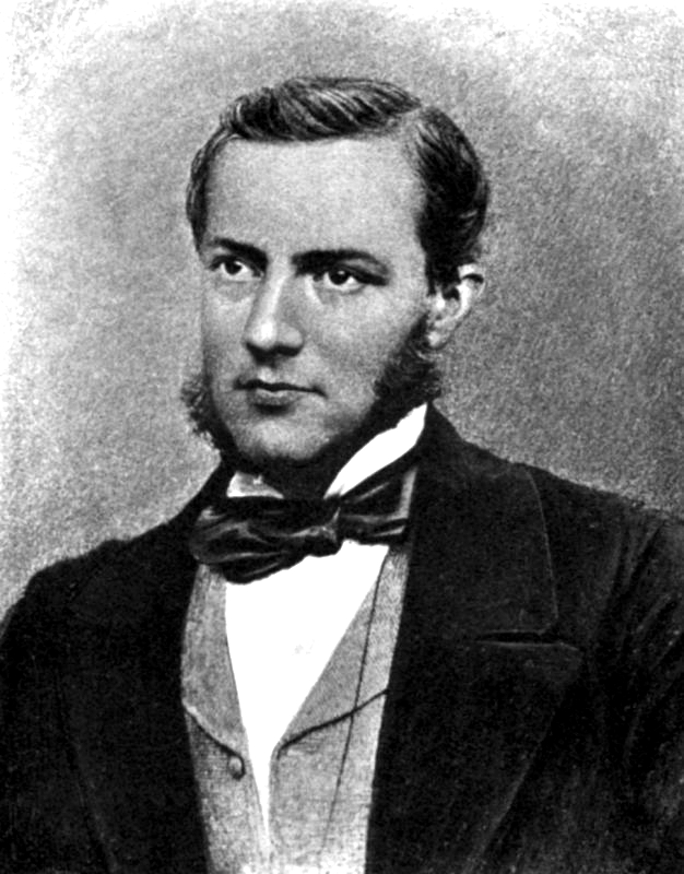
막스 뮐러

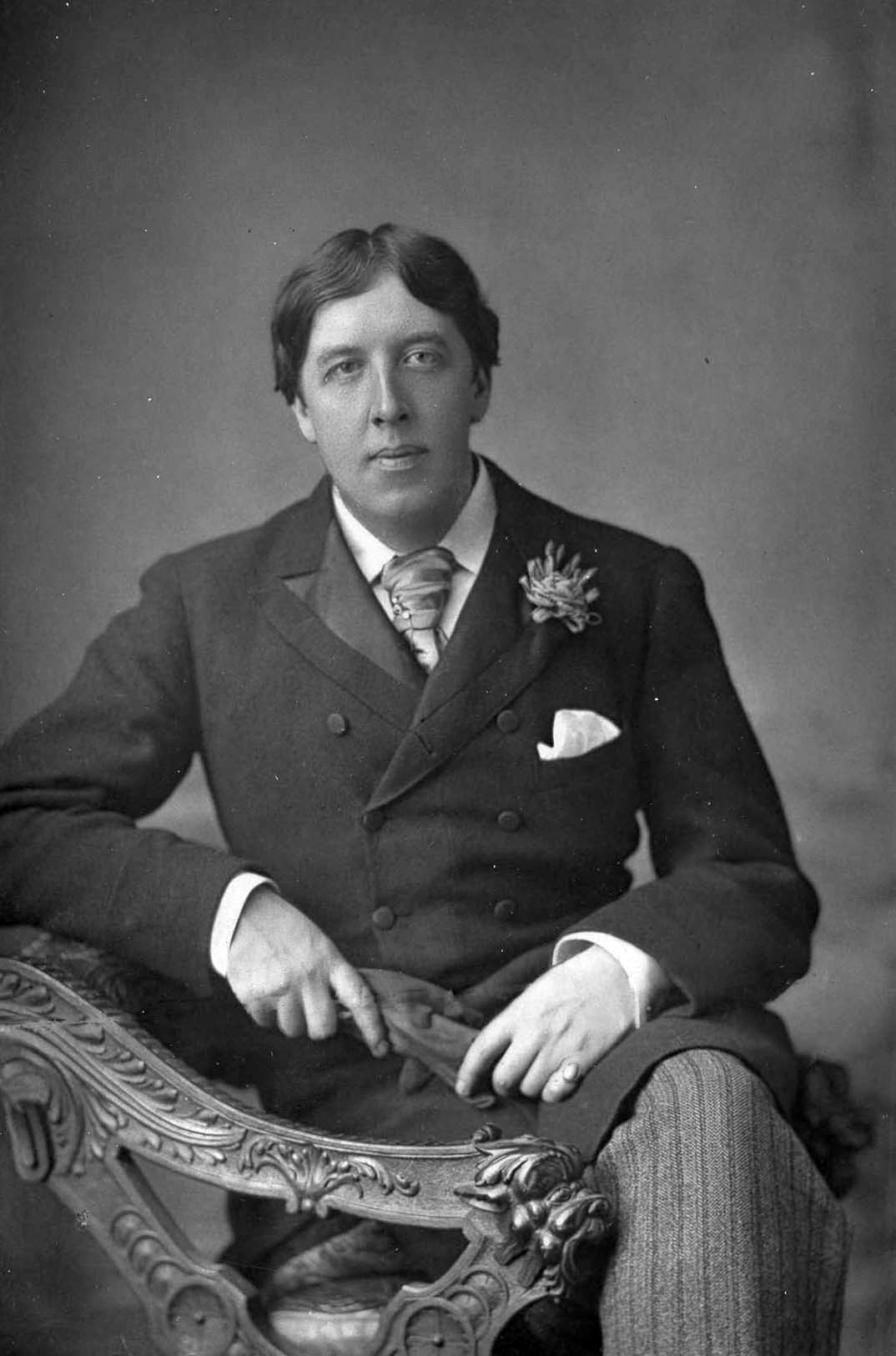
오스카 와일드

- 8월 25일 - 독일의 철학자 프리드리히 니체. (1844년~)
- 10월 28일 - 독일의 철학자 막스 뮐러. (1823년~)
- 10월 30일 - 아일랜드의 극작가 오스카 와일드. (1854년~)
- 11월 12일 - 조선의 한의학자 이제마. (1837년~)

## 달력
| 1월 |    |    |    |    |    |    |
| 일  | 월 | 화 | 수 | 목 | 금 | 토 |
|     | 1  | 2  | 3  | 4  | 5  | 6  |
| 7   | 8  | 9  | 10 | 11 | 12 | 13 |
| 14  | 15 | 16 | 17 | 18 | 19 | 20 |
| 21  | 22 | 23 | 24 | 25 | 26 | 27 |
| 28  | 29 | 30 | 31 |    |    |    |

| 2월 |    |    |    |    |    |    |
| 일  | 월 | 화 | 수 | 목 | 금 | 토 |
|     |    |    |    | 1  | 2  | 3  |
| 4   | 5  | 6  | 7  | 8  | 9  | 10 |
| 11  | 12 | 13 | 14 | 15 | 16 | 17 |
| 18  | 19 | 20 | 21 | 22 | 23 | 24 |
| 25  | 26 | 27 | 28 |    |    |    |

| 3월 |    |    |    |    |    |    |
| 일  | 월 | 화 | 수 | 목 | 금 | 토 |
|     |    |    |    | 1  | 2  | 3  |
| 4   | 5  | 6  | 7  | 8  | 9  | 10 |
| 11  | 12 | 13 | 14 | 15 | 16 | 17 |
| 18  | 19 | 20 | 21 | 22 | 23 | 24 |
| 25  | 26 | 27 | 28 | 29 | 30 | 31 |

| 4월 |    |    |    |    |    |    |
| 일  | 월 | 화 | 수 | 목 | 금 | 토 |
| 1   | 2  | 3  | 4  | 5  | 6  | 7  |
| 8   | 9  | 10 | 11 | 12 | 13 | 14 |
| 15  | 16 | 17 | 18 | 19 | 20 | 21 |
| 22  | 23 | 24 | 25 | 26 | 27 | 28 |
| 29  | 30 |    |    |    |    |    |

| 5월 |    |    |    |    |    |    |
| 일  | 월 | 화 | 수 | 목 | 금 | 토 |
|     |    | 1  | 2  | 3  | 4  | 5  |
| 6   | 7  | 8  | 9  | 10 | 11 | 12 |
| 13  | 14 | 15 | 16 | 17 | 18 | 19 |
| 20  | 21 | 22 | 23 | 24 | 25 | 26 |
| 27  | 28 | 29 | 30 | 31 |    |    |

| 6월 |    |    |    |    |    |    |
| 일  | 월 | 화 | 수 | 목 | 금 | 토 |
|     |    |    |    |    | 1  | 2  |
| 3   | 4  | 5  | 6  | 7  | 8  | 9  |
| 10  | 11 | 12 | 13 | 14 | 15 | 16 |
| 17  | 18 | 19 | 20 | 21 | 22 | 23 |
| 24  | 25 | 26 | 27 | 28 | 29 | 30 |

| 7월 |    |    |    |    |    |    |
| 일  | 월 | 화 | 수 | 목 | 금 | 토 |
| 1   | 2  | 3  | 4  | 5  | 6  | 7  |
| 8   | 9  | 10 | 11 | 12 | 13 | 14 |
| 15  | 16 | 17 | 18 | 19 | 20 | 21 |
| 22  | 23 | 24 | 25 | 26 | 27 | 28 |
| 29  | 30 | 31 |    |    |    |    |

| 8월 |    |    |    |    |    |    |
| 일  | 월 | 화 | 수 | 목 | 금 | 토 |
|     |    |    | 1  | 2  | 3  | 4  |
| 5   | 6  | 7  | 8  | 9  | 10 | 11 |
| 12  | 13 | 14 | 15 | 16 | 17 | 18 |
| 19  | 20 | 21 | 22 | 23 | 24 | 25 |
| 26  | 27 | 28 | 29 | 30 | 31 |    |

| 9월 |    |    |    |    |    |    |
| 일  | 월 | 화 | 수 | 목 | 금 | 토 |
|     |    |    |    |    |    | 1  |
| 2   | 3  | 4  | 5  | 6  | 7  | 8  |
| 9   | 10 | 11 | 12 | 13 | 14 | 15 |
| 16  | 17 | 18 | 19 | 20 | 21 | 22 |
| 23  | 24 | 25 | 26 | 27 | 28 | 29 |
| 30  |    |    |    |    |    |    |

| 10월 |    |    |    |    |    |    |
| 일   | 월 | 화 | 수 | 목 | 금 | 토 |
|      | 1  | 2  | 3  | 4  | 5  | 6  |
| 7    | 8  | 9  | 10 | 11 | 12 | 13 |
| 14   | 15 | 16 | 17 | 18 | 19 | 20 |
| 21   | 22 | 23 | 24 | 25 | 26 | 27 |
| 28   | 29 | 30 | 31 |    |    |    |

| 11월 |    |    |    |    |    |    |
| 일   | 월 | 화 | 수 | 목 | 금 | 토 |
|      |    |    |    | 1  | 2  | 3  |
| 4    | 5  | 6  | 7  | 8  | 9  | 10 |
| 11   | 12 | 13 | 14 | 15 | 16 | 17 |
| 18   | 19 | 20 | 21 | 22 | 23 | 24 |
| 25   | 26 | 27 | 28 | 29 | 30 |    |

| 12월 |    |    |    |    |    |    |
| 일   | 월 | 화 | 수 | 목 | 금 | 토 |
|      |    |    |    |    |    | 1  |
| 2    | 3  | 4  | 5  | 6  | 7  | 8  |
| 9    | 10 | 11 | 12 | 13 | 14 | 15 |
| 16   | 17 | 18 | 19 | 20 | 21 | 22 |
| 23   | 24 | 25 | 26 | 27 | 28 | 29 |
| 30   | 31 |    |    |    |    |    |

### 음양력 대조 일람
| 음력월 | 월건 | 대소 | 음력 1일의 양력 월일 | 음력 1일 간지 |
| ------ | ---- | ---- | -------------------- | ------------- |
| 1월    | 무인 | 소   | 1월 31일             | 갑진          |
| 2월    | 기묘 | 대   | 3월 1일              | 계유          |
| 3월    | 경진 | 소   | 3월 31일             | 계묘          |
| 4월    | 신사 | 소   | 4월 29일             | 임신          |
| 5월    | 임오 | 대   | 5월 28일             | 신축          |
| 6월    | 계미 | 소   | 6월 27일             | 신미          |
| 7월    | 갑신 | 대   | 7월 26일             | 경자          |
| 8월    | 을유 | 대   | 8월 25일             | 경오          |
| 윤8월  |      | 소   | 9월 24일             | 경자          |
| 9월    | 병술 | 대   | 10월 23일            | 기사          |
| 10월   | 정해 | 대   | 11월 22일            | 기해          |
| 11월   | 무자 | 소   | 12월 22일            | 기사          |
| 12월   | 기축 | 대   | 1901년 1월 20일      | 무술          |